# Hohenstaufen-Gymnasium Göppingen

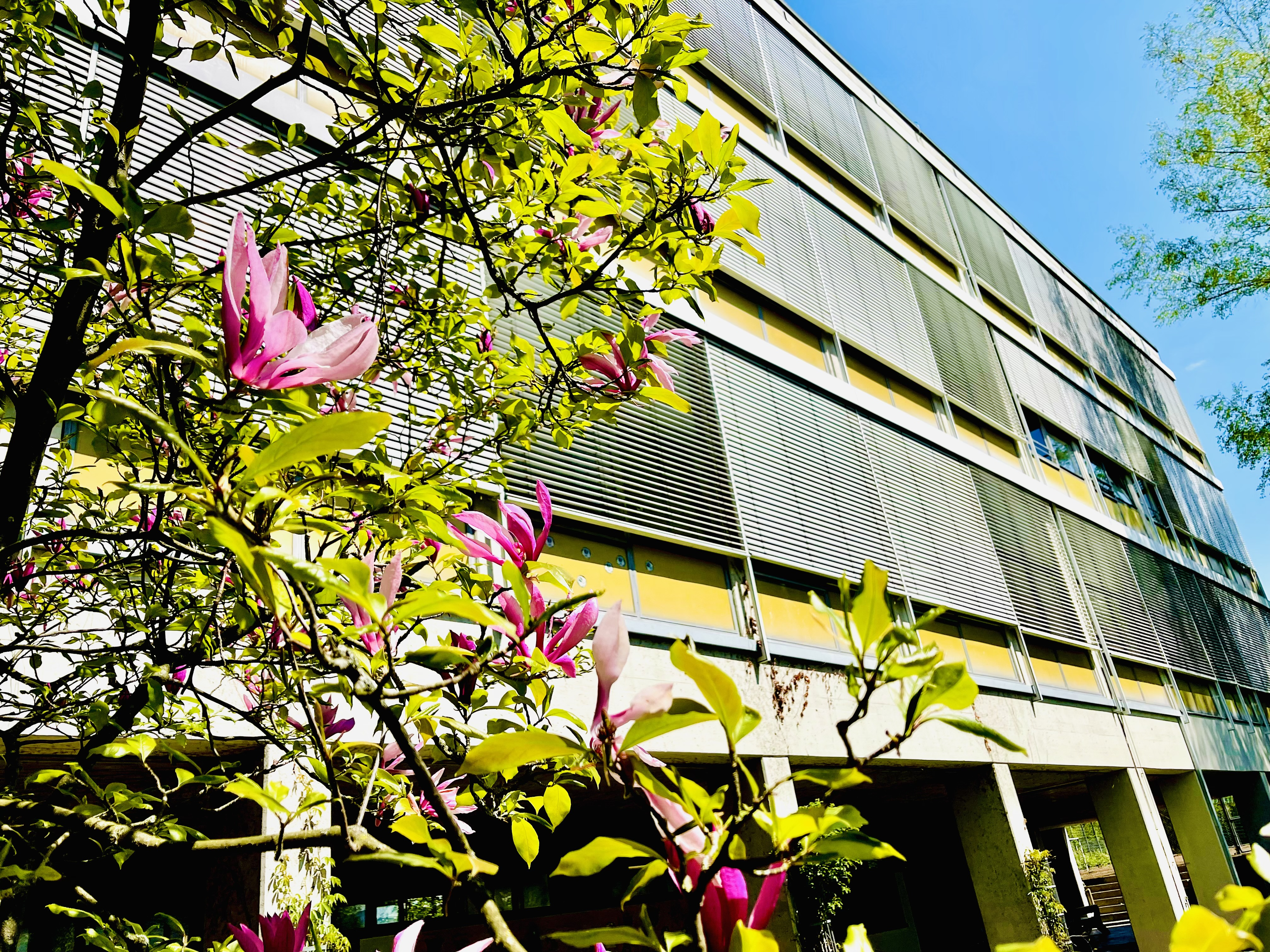
Hohenstaufen-Gymnasium

Das Hohenstaufen-Gymnasium (HoGy) ist eine Schule mit sprachlichem sowie naturwissenschaftlichem Profil in staatlicher Trägerschaft in Göppingen, Baden-Württemberg. Bis 1959 war es in den Räumlichkeiten des heutigen Göppinger Freihof-Gymnasiums untergebracht.

## Geschichte
In Göppingen gab es eine Lateinschule, in welcher seit 1397 vorzugsweise Latein unterrichtet wurde. 1831 wurde eine Schule gegründet, aus der später das Hohenstaufen-Gymnasium hervorging. 1874 erfolgte die Grundsteinlegung für eine Realschule (heute Hauptbau des Freihof-Gymnasiums). 1903 begann ein Ausbau zur Oberrealschule mit Reifeprüfung. 1907 erfolgte die Bildung eines Realgymnasiums, vereint mit einer Oberrealschule. Damit einher ging die Übernahme der Tradition der Göppinger Lateinschule. 1938 erfolgte die Umbenennung in Hohenstaufen-Oberschule für Jungen und 1954 in Hohenstaufen-Gymnasium.

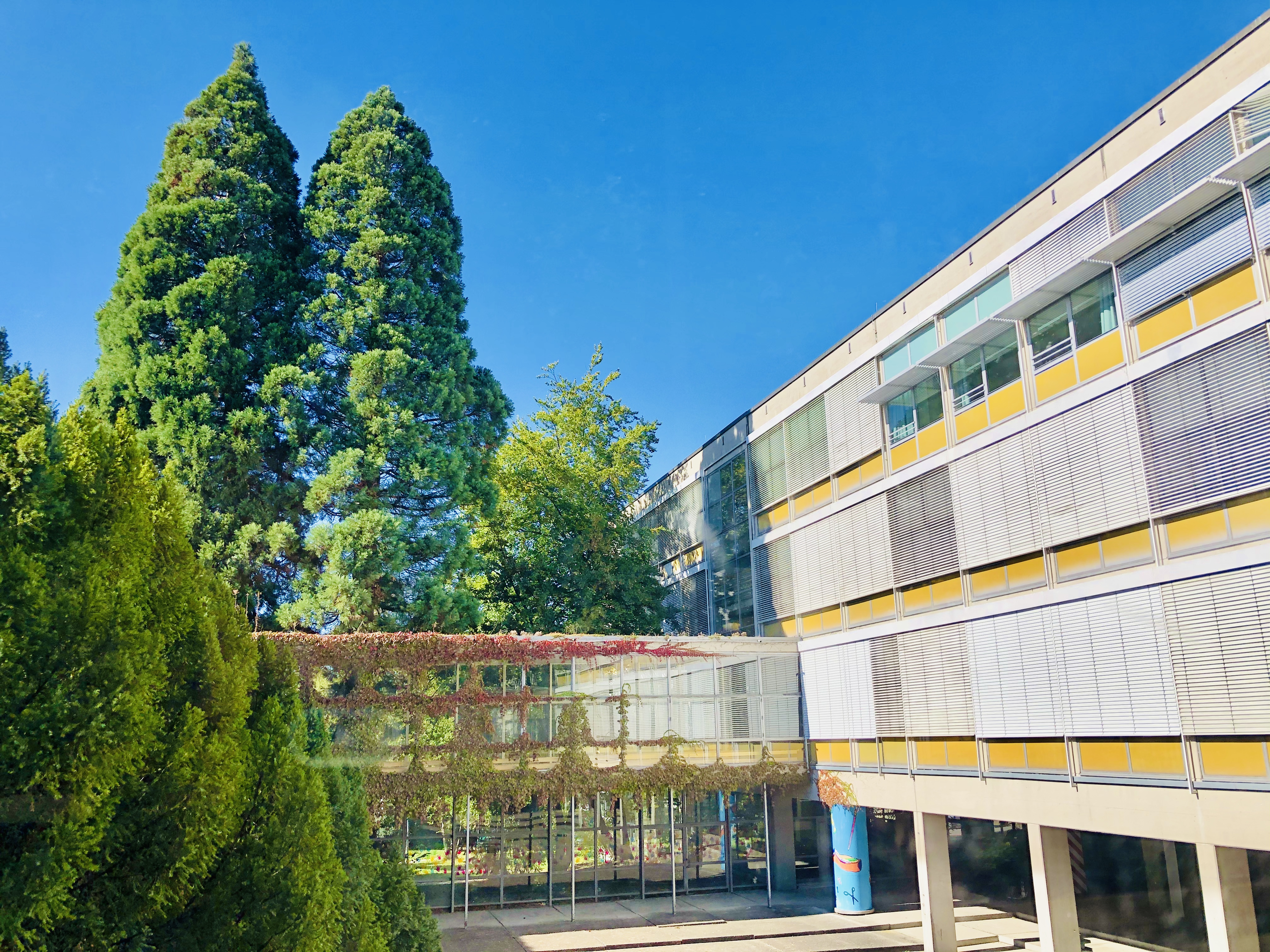
Seitenansicht

1959 zog das Gymnasium an den heutigen Standort in der Hohenstaufenstraße um. 1975 wurde die Koedukation eingeführt.

## Lage und Gebäude
Die Schule liegt in Richtung Hohenstaufen, in Sichtweite zum Stadtzentrum und der Schwäbischen Alb.
Das heutige Gebäude geht auf einen Entwurf des Architekten Günter Behnisch zurück, der auch den Bundestag in Bonn und das Olympiastadion in München gestaltet hat. Die Eröffnung des Gebäudes, das heute unter Denkmalschutz steht, erfolgte 1959. Das Relief an der Westseite wurde nach einem Entwurf von Fritz Nuss angefertigt und stellt die Elemente Erde, Wasser, Luft und Feuer dar. Zur Schule gehören eine Turnhalle, ein Sportplatz sowie ein Hallenbad. Auf dem Dach des Schulgebäudes befindet sich eine Sternwarte. Das Gebäude wird bis voraussichtlich 2027 saniert.

## Profil
Das Hohenstaufen-Gymnasium hat sowohl ein sprachliches als auch ein naturwissenschaftliches Profil.
Das Fremdsprachenangebot der Schule umfasst Englisch als erste Fremdsprache sowie Französisch oder Latein als zweite Fremdsprache. Im sprachlichen Profil ab Klasse 8 kann dann entweder Spanisch oder Russisch als dritte Fremdsprache gewählt werden. Das HoGy bietet als einziges Göppinger Gymnasium Russisch an.
Im naturwissenschaftlichen Profil ab Klasse 8 können Schülerinnen und Schüler NwT (Naturwissenschaft und Technik) wählen.
In der 5. und 6. Klasse ist der Englisch-Unterricht mit je einer zusätzlichen Wochenstunde verstärkt. Ab Klasse 7 kann außerdem der bilinguale Zug gewählt werden, bei dem verschiedene Sachfächer auf Englisch unterrichtet werden (z. B. Geographie (7. und 8. Klasse), Geschichte (8. Klasse) und Biologie (9. und 10. Klasse)).
Durch die Fortführung des englischsprachigen Biologie-Kurses in der Oberstufe und ein englischsprachiges Abitur in Biologie können Schüler das Zertifikat „Internationales Abitur Baden-Württemberg“ erwerben.
Das Hohenstaufen-Gymnasium Göppingen ist ein MINT-Fächer-Schultyp.

## Persönlichkeiten

### Schulleiter
- Franz Albus (1975–1986)
- Dr. Helma Hink (1986–2009)
- Martina Wetzel (2009–2016)
- Annette Breitbach-Ziegler (2016–2017 ad interim, 2017–2018)
- John Ahlskog (seit 2020)

### Bekannte Absolventen
- Karl Hinderer (1931–2010) – Mathematiker an der Universität Hamburg, Universität Karlsruhe und TU Dresden
- Dieter Hundt (* 1938) –  ehemaliger Präsident der Bundesvereinigung der Deutschen Arbeitgeberverbände (BDA) und ehemaliger Aufsichtsratsvorsitzender des VfB Stuttgart
- Horst Kern (* 1940) – Professor an der Leibniz Universität Hannover
- Hans-Jochen Kleineidam (1943–2018) – Professor an der Helmut-Schmidt-Universität/Universität der Bundeswehr Hamburg
- Matthias Dannenmann (1943–2021) – evangelischer Theologe und geschäftsführender Pfarrer in Bad Waldsee
- Ulrich Klieber (* 1953) – Bildender Künstler und Hochschullehrer
- Jochen Stutzky (* 1980) – Fußballkommentator und Fernsehmoderator
- Simon Schempp (* 1988) – Biathlet[6]

### Bekannte Lehrer
- Horst Singer (1935–2025), Handballspieler, mehrfacher deutscher Meister und Weltmeister 1955